# Янко Біненбаум
Янко Біненбаум (нім. Janko Binenbaum; 28 грудня 1880, Адріанополь — 4 лютого 1956, Шеврез) — німецький композитор і диригент.
Народився в родині турецьких євреїв. Навчався в чоловічій гімназії в Софії (разом з майбутнім філологом Олександром Балабановим, який опублікував в 1905 році статтю про успіхи Біненбаума в софійському журналі «Художник», глашатаї болгарського модернізму), потім в 1901—1903 рр. в Мюнхенській королівській музичній академії у Йозефа Райнбергера і Віктора Ґлута.
Деякий час працював в Мюнхені, де вперше прозвучали дві його симфонії, хорові та вокальні твори. У 1910 паризька прем'єра струнного квартету Біненбаума (у виконанні струнного квартету Поля Обердерфера) привернула увагу критики, яка відзначала, що, «хоча молодий композитор прекрасно справляється з традиційними формами і законами гармонії, йому не вистачає чуття і темпераменту». У 1911 році Біненбаум представив другий струнний квартет, в 1912 році — фортеп'янний квінтет, за ними слідували Третя симфонія, «подвійний квартет» для струнних, балет «Маска червоної смерті» (нім. Die Maske des roten Tods, за Едгаром По) і симфонічна поема «Гробниця в Бузенто» (за віршем Авґуста фон Платена), що отримала премію на композиторському конкурсі в Болоньї. Музика Біненбаума, залишаючись осторонь від модерністських тенденцій, ґрунтувалася на німецькій класичній музичній школі.
Деякий час Біненбаум також працював диригентом в оперних театрах Регенсбурга, Гамбурга і Берліна, потім перебрався до Франції, де в 1931—1932 рр. у нього вчився композиції Ма Сицун.
Брат — Лазар Біненбаум (нім. Lazar Binenbaum; 1876—1953), художник і гравер, який працював переважно у Франції.